# Escrime aux Jeux olympiques de 1912
Navigation
Londres 1908 Anvers 1920
Les épreuves d’escrime aux Jeux olympiques d'été de 1912  se sont déroulées à Stockholm en Suède.
Cinq épreuves étaient au programme olympique cette année-là : fleuret, épée et sabre messieurs individuel et épée et sabre messieurs par équipe. Avant les Jeux, des disputes au sujet des règlements, variables d'un pays à l'autre, ont conduit au boycott des deux plus puissantes nations de l'escrime : la France, qui refuse purement et simplement de participer à la moindre épreuve, et l'Italie, qui se retire des épreuves d'épée uniquement. Ces défections profitent à la Belgique, qui décroche deux médailles d'or à l'épée. La fondation de la Fédération internationale d'escrime, en 1913, résout finalement les conflits.

## Tableau des médailles
| Rang | Nation          | Or | Argent | Bronze | Total |
| ---- | --------------- | -- | ------ | ------ | ----- |
| 1    | Hongrie         | 2  | 1      | 1      | 4     |
| 2    | Belgique        | 2  | 0      | 1      | 3     |
| 3    | Italie          | 1  | 1      | 0      | 2     |
| 4    | Autriche        | 0  | 1      | 1      | 2     |
| 5    | Danemark        | 0  | 1      | 0      | 1     |
| -    | Grande-Bretagne | 0  | 1      | 0      | 1     |
| 7    | Pays-Bas        | 0  | 0      | 2      | 2     |

## Podiums
| Épreuve                                | Or | Argent | Bronze |
| -------------------------------------- | --- | --- | --- |
| Épée individuelle résultats détaillés  | Paul Anspach | Ivan Joseph Martin Osiier                                                                                                 | Philippe le Hardy de Beaulieu                                                                                    |
| Épée par équipes résultats détaillés   | Belgique Paul Anspach Henri Anspach Robert Hennet Jacques Ochs Gaston Salmon Victor Willems                       | Grande-Bretagne Edgar Seligman Robert Montgomerie Percival Davson Arthur Everitt Sydney Martineau Martin Holt             | Pays-Bas Adrianus de Jong Willem van Blijenburgh Jetze Doorman Léo Nardus George van Rossem                      |
| Fleuret individuel résultats détaillés | Nedo Nadi | Pietro Speciale | Richard Verderber                                                                                                |
| Sabre individuel résultats détaillés   | Jenő Fuchs | Béla Békessy | Ervin Mészáros                                                                                                   |
| Sabre par équipes résultats détaillés  | Hongrie Jenő Fuchs László Berti Ervin Mészáros Dezső Földes Oszkár Gerde Zoltán Schenker Péter Tóth Lajos Werkner | Autriche Richard Verderber Otto Herschmann Rudolf Cvetko Friedrich Golling Andreas Suttner Albert Bogen Reinhold Trampler | Pays-Bas Willem van Blijenburgh George van Rossem Adrianus de Jong Jetze Doorman Dirk Scalongne Hendrik de Jongh |